# Església de la Immaculada Concepció (Nules)
L'Església de la Immaculada Concepció, és un edifici de culte catòlic, datat del segle xviii, que es troba en el carrer Constitució 19 de Nules, a la comarca de la Plana Baixa, que està catalogat com Bé de Rellevància Local segons la Disposició Addicional Cinquena de la Llei 5/2007, de 9 de febrer, de la Generalitat, de modificació de la Llei 4/1998, d'11 de juny, del Patrimoni Cultural Valencià (DOCV Núm. 5.449 / 13/02/2007), amb codi 12.06.082-012.

## Història
El temple original formava part d'un convent de carmelites que es va construir, gràcies al llegat de Pere Juste i la seva esposa Francisca Gozalbo, al voltant de 1718, guardant una gran similitud (arquitectònica i decorativa) amb l'anterior convent de les carmelites que se situava en l'altre extrem de la ciutat. També té similitud amb la Capella de la Solitud, la qual cosa fa pensar que van poder compartir mestre d'obres (José Puijante) i artesans.
Va haver-hi problemes entre l'administració de Pere Just i el Bisbat, per la qual cosa el convent mai va arribar a passar a les mans de les carmelites, i més tard, amb la desamortització, part de l'edifici del convent va passar a mans privades i una altra part es va donar a la Congregació dels Ancians Desemparats de València. Això va fer que part del convent passés a diversos usos com a hostal o estables per exemple, la qual cosa va suposar gran deteriorament del mateix. A partir de 1954 es van realitzar obres de recuperació del cenobi i part de l'església (principalment la nau central, ja que part de les instal·lacions de l'església així algunes de les capelles laterals van ser utilitzades com a habitatges particulars) es va endreçar gràcies a la contribució dels fidels, passant a ser oberta al culte i es va dedicar a la Immaculada Concepció.
Entre les obres que es van realitzar per adaptar el temple al culte, es va derrocar part de l'antiga façana i el cor, que va passar a edificar-se un altre cor nou als peus del temple al que s'accedia per una nova escala. Per a aquestes noves construccions es va utilitzar part de la placeta que existia davant de l'antiga façana.

## Descripció artística
Es tracta d'un temple de planta de creu llatina amb cúpula sobre creuer, que manté la decoració interior de rocallas i esgrafiats lineals. De la decoració interior cal destacar el retaule Major, que és obra d'Enric Giner. Al centre del retaule destaca la talla de la Immaculada, que és obra del mateix escultor.
El temple original tenia una nau amb tres crugies, cor alt als peus de l'església, creuer (sobre el qual se situava una cúpula que es recolzava en un tambor sobre petxines –amb quatre ovals decorats amb rocallas que emmarquen l'escut de l'ordre-), una Capella Major i coberta de volta de canó amb llunetes que fan de finestres. Sobre el creuer la cúpula trasdosada, recolzada sobre petxines i tambor sense cos de llums, coberta amb teula vidriada. El presbiteri de capçalera plana.
El cronista oficial de Nules, Vicent Felip Sempere va donar a l'església de la Immaculada set pintures religioses:
- ‘El Salvador‘, de José Moreno Torres, s. XIX, oli sobre llenç;
- ‘Èxtasi de Santa Teresa’, anònim, s. XVII, oli sobre llenç;
- ‘Crist Crucificat’, anònim, s. XVII, oli sobre llenç;
- ‘Immaculada’, anònim, s. XVIII, oli sobre llenç;
- ‘Santa Maria Magdalena’, anònim, s. XVIII;
- ‘Sant Lluis de Gonzaga’ i ‘Sant Bertomeu’, obra d'Enric Giner; i
- ‘Soletat’, anònim, s. XVI, oli sobre llenç, obra de Gaspar Becerra i, que s'assembla molt a la imatge de la Solitud que, segons tradició del s. XIX, va portar a la Vila de Nules Felip II.

A més l'església presenta una espadanya amb tres buits de diferent altura, en el qual en el superior per una campana restaurada a principis del segle xxi per l'empresa 2001 TÈCNICA I ARTESANIA S. L.